# Iveragh

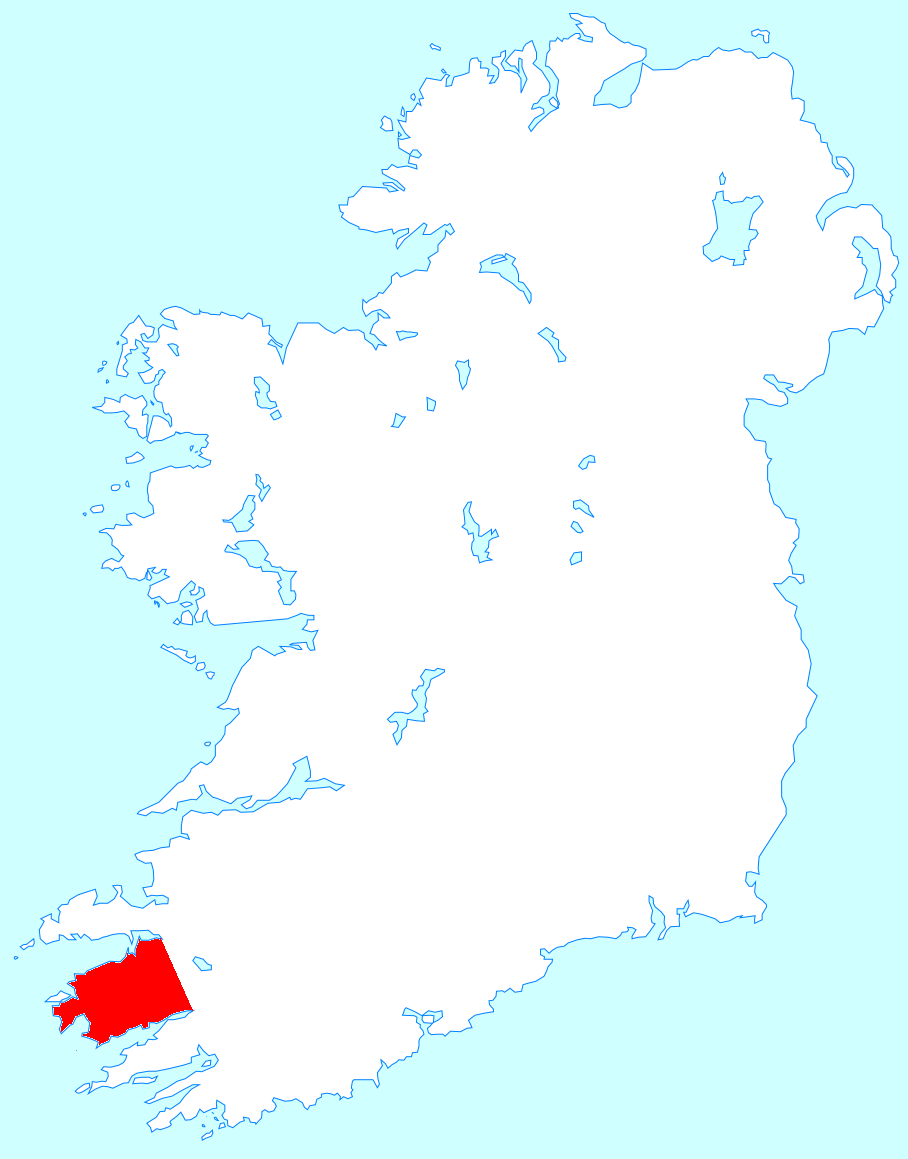
Półwysep Iveragh

Iveragh (irl. Uíbh Ráthach) – półwysep w południowo-zachodniej Irlandii (hrabstwo Kerry). W jego centralnej części znajduje się łańcuch górski Macgillycuddy’s Reeks, u północno-zachodnich krańców wyspa Valentia. 
Główne miejscowości: Cahersiveen, Portmagee, Waterville, Caherdaniel, Sneem i Kenmare. 
Obszar atrakcyjny turystycznie, półwysep obiega 165 kilometrowa droga widokowa tzw. Pętla Kerry.